# Charles Bessey
Charles Edwin Bessey (1845, Milton, Ohio -1915) fue un botánico, micólogo, y algólogo estadounidense.
En 1869 se gradúa en la Facultad de Agricultura de Míchigan, estudiando para su doctorado en Harvard bajo Asa Gray, en 1872 y en 1875-76.
Fue profesor de botánica en la Facultad de Agricultura de Iowa de 1870 a 1884.
En 1884, es profesor de botánica en la Universidad de Nebraska, y su decano en 1909.
Sirvió como presidente de la Asociación de EE. UU. para el Avance de la Ciencia en 1911.

## Obra
- The Geography of Iowa, 1876
- Botany for High Schools and Colleges, 1880. 7.ª ed. en 1905
- Con William Ramsay McNab 1844-1889). Botany; outlines of morphology, physiology and classification of plants. H. Holt & Cy, NY, 1881
- The Essentials of Botany, 1884
- Con Lawrence Bruner (1856-1937) & Goodwin DeLoss Sweezey (1851-1931). New elementary agriculture for rural and graded schools; an elementary text book dealing with the plants, insects, birds, weather, & animals of the farm. The University Publishing Co. Lincoln. 1903, 9.ª ed. en 1911
- Elementary Botany including a manual of the common genera of Nebraska plants. The University Publishing Co. Lincoln. 1904
- Plant Migration Studies, 1905
- Synopsis of Plant Phyla, 1907
- Revisions of some plant phyla. The University Publishing Co. Lincoln. 1907, reeditado en 1914
- Outlines of Plant Phyla, 1909
- en coautoría, New Elementary Agriculture, 9.ª ed. 1911

Su enfoque acerca de los taxones de las fanerógamas, apuntando hacia la divergencia evolutiva de las formas primitivas, se considera como el sistema más aproximado para formar la base de una taxonomía contemporánea, comprensible del Reino Vegetal.

## Honores
En 2007, fue introducido al "Nebraska Hall of Fame".

### Epónimos
- (Scrophulariaceae) Besseya <msall>Rydb.[1]

## Otras lecturas
- Spaulding (1915), «CHARLES EDWIN BESSEY», Science (1915 Mar 19) 41 (1055): 420-421, doi:10.1126/science.41.1055.420, PMID:17792492.

- Ewan, Joseph (1970-80). "Bessey, Charles Edwin". Dictionary of Scientific Biography 2. New York: Charles Scribner's Sons. 102-104. ISBN 0-684-10114-9
- Overfield, Richard A. Science With Practice: Charles E. Bessey and the Maturing of American Botany. Iowa State University Press Series in the History of Technology and Science. Iowa State Press, 1993. ISBN 0-8138-1822-2
- Pool, Raymond J. A brief sketch of the life and work of Charles Edwin Bessey. Botanical Society of America, 1915
- Tobey, Ronald C. 1981. Saving the Prairies: The Life Cycle of the Founding School of American Plant Ecology, 1895-1955. Berkeley: University of California Press. ISBN 0-520-04352-9

- La abreviatura «Bessey» se emplea para indicar a Charles Bessey como autoridad en la descripción y clasificación científica de los vegetales.[2]